# Georg Friederich von Bretten
Georg Friederich von Bretten (* 15. Dezember 1610 in Stuttgart; † 8. Mai 1674) war Jurist und Staatsmann. Er vertrat die Kurfürsten von der Pfalz in wichtigen Regierungsgeschäften. 

## Leben
Georg Friederich von Bretten wurde 1610 in Stuttgart geboren. Im Kindesalter war er bereits Vollwaise geworden. 1636 bezog er die Universität Heidelberg und studierte dort fünf Jahre. Er erwarb die Doktorwürde beider Rechte (sowohl weltliches Recht als auch Kirchenrecht).  
Von 1644 bis 1645 exerzierte er sich in Frankfurt in praxi. 1646 wurde er von den Herzogen und Pfalzgrafen bei Rhein zum Rat berufen.
Als 1648 im Rahmen des Westfälischen Friedens die Kurpfalz, die vormals von Bayern erobert worden war, wiederhergestellt wurde und die neu geschaffene achte Kurwürde erhielt, wechselte Georg Friederich von Bretten in die Dienste Karl I. Ludwig, Kurfürst von der Pfalz, über. Er unterstützte den Kurfürsten in dessen ambitionierten Plänen zum Neuaufbau der Kurpfalz nach dem Dreißigjährigen Krieg.  1654 begleitete er seinen Fürsten zum Reichstag in Regensburg und vertrat ihn dort auch mitunter, wenn der Kurfürst abwesend war. Der bis 1654 anhaltende Reichstag erreichte die Festschreibung der Beschlüsse des Westfälischen Friedens in der Reichsverfassung sowie eine umfangreiche Novellierung der Reichskammergerichtsordnung.
1660 nahm Georg Friederich von Bretten fünfzigjährig seinen Abschied. Auf Empfehlung Karl I. Ludwigs wurde er von Kaiser Leopold I. in den einfachen erblichen Adelsstand erhoben und mit einem kaiserlichen Adelsdiplom ausgestattet. Seinen Lebensabend verbrachte er auf dem Gut der Familie im Breisgau.